# 삼동초등학교 (경남)
삼동초등학교는 대한민국 경상남도 남해군 삼동면 동천리에 있는 공립 초등학교이다.

## 학교 연혁
- 1929년 9월 25일 삼동공립보통학교 개교
- 1938년 4월 1일 삼동공립심상소학교로 개칭[1]
- 1939년 10월 25일 현 위치로 이전
- 1941년 4월 1일 삼동공립국민학교로 개칭[2]
- 1981년 3월 1일 병설유치원 개원
- 1989년 9월 15일 개교 60주년 기념행사
- 1994년 3월 1일 내산분교 통합
- 1996년 3월 1일 삼동초등학교로 개칭[3]
- 1999년 9월 1일 물건초등학교 통합
- 2006년 12월 18일 도서관 '삭비관' 개관
- 2009년 12월 21일 EBS 다큐프라임 학력향상 교육실험 프로젝트 '삼동초등학교 180일간의 기록' 방영[4][5](~ 12월 23일)
- 2010년 4월 28일 '한일 강주홍장학회'설립(본교 제 15회 졸업생, 재일동포, 장학기금 1억원)
- 2019년 9월 1일 제36대 탁일주 교장 취임
- 2020년 1월 15일 제88회 졸업식(9명,누계6,266명)

## 참고 자료
- 삼동초등학교 - 한국교육학술정보원 학교알리미